# Zielona Fundacja Europejska

Zielona Fundacja Europejska (Green European Foundation) jest polityczną fundacją założoną przez aisbl Green European Institute, a finansowaną przez Parlament Europejski. Mimo zrzeszenia z Europejską Partią Zielonych, fundacja stanowi niezależną instytucję o własnym programie politycznym.

## Początki
Zielona Fundacja Europejska powstała w 2008 r. dzięki aktywnej współpracy Zielonych z Parlamentu Europejskiego i zielonych fundacji politycznych poszczególnych krajów. Głównym celem fundacji jest wzmocnienie demokracji i motywowanie ludzi do społecznego zaangażowania. Z uwagi na fakt, że krajowe fundacje polityczne z powodzeniem mobilizują politycznie swoich obywateli, Zielona Fundacja Europejska ma w zamyśle być ich europejskim odpowiednikiem, łączącym Europejczyków ponad podziałami narodowymi. Jej głównym celem jest połączenie polityczne zagadnień ze szczebla państwowego i europejskiego oraz prowadzenie szkoleń dla Europejskich Zielonych tym zakresie. Zniwelowanie dystansu między narodowym i europejskim poziomem zielonej polityki ma służyć europeizacji debat politycznych

## Cele
Do statutowych celów Zielonej Fundacji Europejskiej należą:
- organizowanie debat na poziomie europejskim, publikowanie i rozpowszechnianie istniejących badań i sondaży w tej materii
- rozbudowa sieci zielonego potencjału poprzez prowadzenie międzynarodowych warsztatów, dyskusji panelowych, konferencji poświęconych kwestii podnoszenia świadomości politycznej Europejczyków i Europejek
- promowanie idei zrównoważonego rozwoju na szczeblu europejskim

## Fundacje członkowskie
Zielona Fundacja Europejska nawiązała dotychczas współpracę z trzynastoma europejskimi zielonymi fundacjami:
- Fundacja Alexandra Langera promująca pokój i wymianę kulturową.
- Fundacja Cogito Foundation, Zielony Think Tank organizujący debaty poświęcone idei zrównoważonego rozwoju i seminaria dla środowisk akademickich i dziennikarzy.
- Fundacja Etopia założona przez zieloną partię Ecolo w 2004. Celem jest stawienie czoła globalnym problemom takim jak kryzys finansowy, głód, bieda, kształcąc europejskich działaczy politycznych i organizując debaty panelowe.
- Zielony Instytut Ekonomiczny (Green Economics Institute) wspierający organizacje ekologiczne i społeczna. Instytut zajmuje się wydawaniem publikacji, organizowaniem kursów i warsztatów dot. zrównoważonej gospodarki
- Gruene Bildungswwerkstatt zajmujący się promowaniem idei społeczeństwa obywatelskiego i aktywizacji politycznej obywateli i obywatelek.
- Fundacja im. Heinricha Bölla wspierająca demokrację, ekologię, politykę płci poprzez warsztaty, publikacje, szkolenia i konferencje.
- Fundacja Nous Horitzons prowadząca debaty polityczne z perspektywy ekologicznej i feministycznej.
- Fundacja Oikos popularyzująca zrównoważony rozwój
- Fundacja, Stichting Wetenschappelijk Bureau integrująca partię GroenLinks ze środowiskiem akademickim.
- Fundacja ViSiLi wspierająca kształcenie ustawiczne i organizacje pozarządowe, które pomagają imigrantom i lokalnym społecznościom.
- Fundacja Greng Steftung podejmująca debaty nad luksemburską przyszłością Zielonych, jak również szerzej - społeczeństwa obywatelskiego i globalnych problemów zielonej polityki
- Fundacja Green Forum wspierająca gospodarczy i demokratyczny rozwój krajów Europy Wschodniej, Afryki i Ameryki Południowej z zachowaniem suwerenności politycznej tych obszarów (rezygnacja z przenoszenia eurocentrycznego modelu społeczeństwa).

## Zarząd
W skład Zarządu wchodzą:
- Heidi Hautala – Zielona Parlamentu Europejskiego, działająca w komisji praw człowieka
- Pierre Jonckheer – były członek Parlamentu Europejskiego (1999–2009) i wiceprzewodniczący Wolnego Sojuszu Europejskiego.
- Juan Behrend – sekretarz generalny Europejskiej Partii Zielonych
- Anne de Boer – członkini zarządu Wetenschappelijk Bureau GroenLinks, duńskiej zielonej fundacji.
- Monica Frassoni – wiceprzewodnicząca Europejskiej Partii Zielonych.
- Ralf Fücks – współprzewodniczący niemieckiego oddziału Fundacji im. Heinricha Bölla, wieloletni członek niemieckiej partii Zielonych.